# Jean Gonord
 (novembre 2011).
Jean Gonord (Paris le 4 avril 1903 – Sausset-les-Pins le 3 février 1988) est un pilote d'essais français.
- Brevet de pilote d'avions et d'hydravions de la Marine no 983
- Brevet de pilote de Transports Publics Avions no 1414
- Brevet de pilote de transports Publics Hydravions no 163
- Brevet de pilote d'Essais no 27

## Jeunesse
Jean Gonord est né à Paris 8e arrondissement, il passe une grande partie de son enfance à Mézières-La-Grande-Paroisse (Champagne) chez ses grands-parents maternels et chez ses tantes.

À l’école il montre de réelles dispositions pour les études au point que la directrice de la pension où il a été placé propose de financer ses études secondaires après qu’il obtint son certificat d’études primaires. Ses parents étant sur le point de se séparer il est contraint d’abandonner les études pour gagner sa vie à l’âge de treize ans. Il entre en apprentissage chez un garagiste où il apprend le métier de mécanicien automobile, il travaille chez plusieurs garagistes de 1916 à 1920.

## Carrière
Il s’engage volontaire dans la Marine nationale le 23 juin 1921

Affecté à l'aviation maritime, il est admis à l'École de pilotage de Berre le 1er juin 1922. Blessé en septembre par un « retour d'hélice », il reprend le cours de pilotage après quatre mois d'hôpital et deux mois de convalescence le 1er avril 1923. Breveté pilote le 10 janvier 1924 il est désigné pour le centre d'essais et de convoyages de Saint-Cyr Orly. Après cinq années passées dans ce service il est affecté au Centre d'expérimentations pratiques et de réception de l'aéronautique navale (CEPA) de Saint-Raphaël le 1er mars 1929, il participe dans ce service aux essais des matériels nouveaux destinés à l'Aéronavale.
Il quitte l'Aéronavale le 23 juin 1930 pour entrer au service de la société Latécoère ou il procède de 1930 à 1940 aux essais et à la mise au point de nombreux prototypes et dérivés, parmi lesquels la Croix du Sud et le Lieutenant de Vaisseau Paris.
De 1940 à 1946 il entre au service de la société Breguet où il participe à la mise au point du Breguet 730 et du Breguet 500.

Du 1er octobre 1946 au 15 juin 1958 il collabore avec l'ingénieur René Leduc à la mise au point et aux essais de l'avion à tuyère thermopropulsive (statoréacteur), il pilote le Leduc 010 et 016. Il est le premier français à piloter ce type d'avion.
Il renonce au pilotage de ces avions en 1953, il pilote ensuite occasionnellement les porteurs des avions Leduc et assume la fonction de chef de base. 
Jean Gonord prend sa retraite en juin 1958 lorsque les projets d'avions Leduc sont abandonnés.

## Latécoère

### 1930

#### Latécoère 28-8
Avion destiné à battre les records de durée et de distance en circuit fermé. Équipage J Mermoz – J Gonord
Après une dizaine d'essais l'appareil casse en vol lors de la prise en main par J Mermoz.

#### Latécoère 380-01
Hydravion à coque bimoteur Hispano-Suiza 650 ch, destiné à la traversée de l'Atlantique sud. Présenté à la CEPA de Saint-Raphaël performances satisfaisantes obtention du certificat de navigabilité.

### 1931

#### Latécoère 350
Hydravion à coque trimoteur Hispano-Suiza 400 ch, destiné à la ligne Casa-Dakar. Mise au point, performances et certificat de navigabilité

#### Latécoère 440-01
Hydravion à flotteurs monomoteur Hispano-Suiza 650 ch, bombardier-torpilleur destiné à l'Aéronavale. Les premiers vols et la mise au point sont effectués à Toulouse-Francazal en terrestre, l'appareil est ensuite convoyé à Saint-Raphaël pour y effectuer les essais définitifs en hydravion.

#### Latécoère 290-01
Hydravion à flotteurs monomoteur Hispano-Suiza 650 ch, Torpilleur dont une série est commandée par l'Aéronavale.

#### Latécoère 300-01
Hydravion à coque quadrimoteurs Hispano-Suiza 650 ch, destiné à la traversée de l'Atlantique sud. Cet appareil, qui devait être baptisé "Croix du Sud" par la suite, est accidenté et gravement endommagé lors de son premier vol.

### 1932

#### Latécoère 501-01
Hydravion à coque trimoteur Hispano-Suiza 400 ch Transméditerranéen de transport. Très bonnes performances, certificat de navigabilité.

#### Latécoère 500-01
Hydravion à coque trimoteur Hispano-Suiza 400 ch, Transatlantique sud expérimental dont l'originalité réside dans la coque dont la partie centrale constitue le réservoir de carburant, un petit tunnel permet le passage entre la partie avant et arrière de la coque. Cet appareil disposant d'une puissance totale de 1 200 ch pour un poids total de 10 tonnes a un rayon d'action de 6 000 km, certificat de navigabilité obtenu.

#### Latécoère 381
Hydravion à coque de reconnaissance et de bombardement dérivé du 380 adopté par l'Aéronavale.

#### Latécoère 300"Croix du Sud"
Le 1er octobre 1932 reprise des essais après remise en état de vol, mise au point, essais de 17 à 32 tonnes, mesures diverses pour la détermination du rayon d'action : 3 200 km avec 30 km de vent debout constant.

### 1933

#### Latécoère 550-01
Hydravion à flotteurs quadrimoteurs Gnome & Rhône 9 Kbr 500 ch, bombardier-torpilleur destiné à l'Aéronavale, les essais étant terminés l'appareil coule à Saint-Raphaël un flotteur s'étant rompu à l'amerrissage au cours des épreuves en mer creuse.

### 1934
Mise au point, essais divers des différents prototypes précédents et de leurs dérivés.

### 1935

#### Latécoère 521 "Lieutenant de Vaisseau Paris"
Hydravion à coque hexamoteurs Hispano-Suiza de 650 ch, transatlantique de transport public. 1er vol le 17 juin 1935 à Biscarrosse, mise au point détermination du rayon d'action, certificat de navigabilité. Pris en charge par un équipage de la Marine cet appareil au cours d'un voyage de démonstration s'est posé à Pensacola (Floride), retourné à la bouée par un violent ouragan il fut démonté et ramené en France sur un pétrolier.

#### Latécoère 301
Dérivé de la "Croix du Sud" transatlantique sud mis en service sur la ligne Dakar Natal, mise au point, essais pour l'obtention du certificat de navigabilité.

#### Latécoère 302
Dérivé de la "Croix du Sud" version militaire.

### 1936

#### Latécoère 298-01
Hydravion à flotteurs monomoteur Hispano-Suiza 860 ch, bombardier-torpilleur à la verticale et en piqué. 1er vol le 8 mai 1936 à Saint-Laurent-de-la-Salanque, mise au point, essais. Cet appareil commandé en série par l'Aéronavale démontre ses grandes qualités lors de la guerre de 39-40.

### 1936-1937

#### Potez 540
Essais et réception d'une série de 22 Potez 540, bimoteur de bombardement construits sous licence par Latécoère.

### 1937

#### Latécoère 521"Lieutenant de Vaisseau Paris"
Nouvelle série d'essais entreprise après remise en état de vol, cet appareil remis à Air France Transatlantique devait traverser l'Atlantique nord piloté par Henri Guillaumet commandant de bord

#### Latécoère 523
Dérivé du 521 L.V.Paris, destiné à l'Aéronavale, hydravion de grande reconnaissance, protection des convois au grand large, bombardier. Essais divers de performances et d'utilisation.

### 1938

#### Latécoère 298
Essais et réception des premiers appareils de série.

### 1939-1940

#### Latécoère 299-01
Avion monomoteur d'appontage, Hispano-Suiza 1 000 ch, bombardier-torpilleur Bombardier en piqué à 65° d'incidence.

#### Latécoère 299-02
Dérivé du 299-01, formule et utilisation identiques, l'armistice met fin aux essais très avancés de cet appareil.
Pendant l’occupation Latécoère vend à Breguet ses usines de Montaudran, Jean Gonord qui fait donc maintenant partie des effectifs de la Sté Breguet est sans travail de pilote, il occupe un poste de magasinier afin de ne pas figurer comme pilote d’essais sur les effectifs.
En 1944 la guerre étant terminée, Jean Gonord reprend ses activités de pilote pour le compte de la Sté Breguet.

## Breguet

### 1944-1945

#### Breguet 730
Hydravion à coque quadrimoteurs Gnome & Rhône 14 N 1 000 ch, échappé miraculeusement à la destruction de la base de Berre par les Allemands, cet appareil est remis rapidement en état de vol dès la libération. Le 20 décembre 1944 le premier vol est effectué puis la série des essais classiques menés à bien, l’appareil est remis à son équipage fin janvier. Quelques appareils de ce type sont livrés à l’Aéronavale.

### 1945-1946

#### Breguet 500(en)"Colmar"
Avion bimoteurs Gnome & Rhône 14 R 1 500 ch, avion de transport public rapide (vitesse de croisière 400 km/h), mise au point, performances, certificat de navigabilité. L’appareil est livré au Groupe de liaisons aériennes ministérielles de Villacoublay le 20 août 1946.

### 1945

#### Blohm & Voss BV 144
Évaluation d’un prototype allemand récupéré par les services officiels au titre des dommages de guerre. Avion de transport de troupes, bimoteurs BMW 801A 1 560 ch. La particularité de cet avion est que le fuselage n’est qu’à quelques centimètres du sol, ce qui doit permettre aux soldats de débarquer de l’avion rapidement sans échelle ni assistance quelconque au sol. Une telle disposition interdit à l’avion de cabrer tant au décollage qu’à l’atterrissage pour assurer sa portance aux basses vitesses, les ingénieurs allemands ont pallié cet inconvénient en rendant l’aile capable de changer d’incidence par rapport au fuselage, celui-ci reste donc horizontal dans toutes les phases de vol. L’expérience est arrêtée après le troisième vol par manque de rechange de moteur, ces 3 vols ont lieu entre mars et juin 1945.
C’est dans l’usine Breguet de Montaudran que Jean Gonord fait la connaissance de René Leduc qui travaille, caché des Allemands, sur son avion expérimental dont la propulsion doit être assurée par une tuyère thermopropulsive.

## Leduc (avion)
Jean Gonord est engagé comme pilote d’essais du Leduc-010 le 1er octobre 1946.

### Leduc-010-01
Avion à tuyère thermopropulsive appelé aussi statoréacteur, ce type de propulsion à besoin d’une vitesse initiale pour pouvoir fonctionner, le Leduc est donc installé en composite sur un avion porteur, le porteur choisi est un avion de transport public quadrimoteur SE 161 «  Languedoc ».
19 novembre 1946 premier vol en composite. De nombreux vols en composite sont réalisés avant le premier largage.
21 octobre 1947 premier largage et premier vol libre en plané, Jean Gonord s’était entraîné à réaliser des atterrissages « hélice calée » sur Stampe SV-4. Lors de ce premier atterrissage les pneumatiques éclatent et l'appareil sort de la piste.
21 avril 1949 premier vol tuyère allumée dans le ciel de Blagnac. Plusieurs vols tuyère allumée suivent ce premier vol, les performances de l’appareil sont époustouflantes. Lors d’un vol d’essais Jean Gonord atteint Mach 0.85, l’avion butant sur le mur du son fait de violentes embardées de plus de 600 m d’altitude, Jean Gonord est probablement le premier pilote français à expérimenter les effets de la compressibilité.

### Leduc-010-02
Essais et mise au point

### Leduc-016
Avion équipé de deux réacteurs en bout d’ailes, la mise au point de cet avion n’étant pas concluante les réacteurs d’appoints sont remplacés par des réservoirs de carburant. C’est cet avion remis en configuration 010 qui est présenté au salon de l’Aéronautique du Bourget, les deux exemplaires de 010 ayant été accidentés et détruits.
En 1953 Jean Gonord renonce au pilotage des avions Leduc, il assure à présent la fonction de chef de base.

## Liste des records

### 4 et 5 juin 1931 équipage Paris / Gonord sur Laté 28-5
- Record de durée sans charge : 36 h 57 min 6 s en circuit fermé
- Record de distance : 5 011 km
- Record de vitesse sur 5 000 km : 139,567 km/h

### 2 septembre 1931 équipage Demougeot / Gonord sur Laté 380-01
- Record de durée avec charge de 2 000 kg en circuit fermé 13h26m25s
- Record de distance : 2 208,42 km
- Record de vitesse sur 2 000 km 163,628 km/h
- Record de vitesse sur 1 000 km 163,770 km/h

### 30 septembre 1931 équipage Gonord / Vergès sur Laté 380-01
- Record de durée avec charge de 5 000 kg en circuit fermé 4h03m01s
- Record de distance : 514,22 km
- Record de vitesse sur 100 km 114,979 km/h
- Record de vitesse sur 500 km 140,681 km/h

## Retraite
Jean Gonord prend sa retraite en 1958 à Sausset-les-Pins où il a fait construire une maison en 1954 « les Heures Claires », il y occupe son temps au jardinage et à toutes sortes de travaux qui dépassent largement le cadre du bricolage.
C’est le 3 février 1988 que Jean Gonord meurt après avoir fait face durant quatorze mois à une maladie incurable qui l’empêche de s’exprimer et de s’alimenter.

## Hommages
- Officier de la légion d'honneur
- Médaille militaire
- Médaille de l'aéronautique
- Grande Médaille d'Or de l'Aéro-Club de France
- À Toulouse, une avenue du quartier du Château-de-l'Hers est nommée en son hommage ; elle dessert la Cité de l'Espace.

## Sources
- Revue Les Ailes, n°1219 du 11 juin 1949, p. 9, consultable sur Gallica.
- Gérard Bousquet, Les paquebots volants : Les hydravions transocéaniques français, t. 59 Docavia, Clichy, Editions Larivière, septembre 2006, 287 p. (ISBN 2-914205-00-7), p. 35 pp. 218-222 pp. 236-237 pp. 242-243
- Yves Marc, Cent-ans d'avions, Toulouse, Editions Privat, septembre 2001, 155 p. (ISBN 2-7089-8163-3), pp.67-68
- Suzanne Leduc, René Leduc, un Homme seul, Éditions France-Empire, 1961 ; rééd. les éditions de l'officine, 2004.
- Jean Lacroze et Philippe Ricco, René Leduc à Toulouse, novembre 1996
- Science et Vie no 474, mars 1957, Comment Leduc a gagné la partie, p. 66-79.
- Air & Cosmos no 1096, mai 1986, Jean Gonord solide et volontaire, article de J Noetinger.
- Les Ailes brisées, bulletin no 1, 64e année, mars 1988, Jean Gonord nous a quitté, par Jean Sarrail
- Jean Sarrail, Rencontre avec le passé : Le Leduc 022, Istres, non édité, février 1981, 29 p.
- Pionniers : Revue Aéronautique Les Vieilles Tiges, Jean Gonord 1903-1988, vol. N°96, avril 1988, p. 2-8
- Pionniers : Revue Aéronautique Les Vieilles Tiges, René Leduc 1898-1968, vol. N°79, janvier 1984, p. 3 -17
- Pionniers : Revue Aéronautique Les Vieilles Tiges, Pierre-George Latécoère 1883-1943, vol. N°33, 15 juillet 1972, p. 32 p. 33 p. 35
- Musée Historique de l'Hydraviation : Catalogue général, Biscarrosse, Musée historique de l'hydraviation, septembre 2001, 53 p. (ISBN 2-907264-00-1), p. 32